# Віхман I
Віхман I (Wichmann I. der Ältere; бл. 900 — 23 квітня 944) — граф в Барденгау і в Вігмодії (на Везері між Бременом і північним Хадельном).
Представник роду Біллунгів, старший брат герцога Саксонії Германа Біллунга. Інший його брат, Амелунг, був єпископом Фердена.
У 936 році Оттон I Великий призначив Германа Біллунга princeps militiae — маркграфом, доручивши йому контроль над кордоном із землями слов'ян. Віхман I як старший в роду відчув себе ображеним і посварився з королем, але незабаром вони помирилися.
Був одружений з Фредеруною (пом. 971), сестрою королеви Матильди Вестфальської, дружини Генріха I Птахолова.